# 中华人民共和国科技发明列表
下面为中华人民共和国建国后的科技发明列表，其列表有待完善。

## 前提
这里只列出发明，对于某种产品的外观设计和功能提升没有必要列出。如2013年LG推出的世界上最薄液晶面板、华为推出全球最薄手机Ascend P6等，所谓最薄只是因不同时代而定，除非外观设计的不同发展至另一个新层面技术或产品如超极本（笔记本的缩小版）、平板手机（平板电脑的缩小版）等等。第二种情况是功能，如全球首款Tegra 4手机中兴U988S，同样的定义能有全球首款Tegra 3、Tegra 2、Tegra智能手机等等，所谓首款或第一款只是不同时代的CPU提升。还有如全球最强超级電腦天河二号，同样的定义能有当年全球最强超级電腦K computer、Titan等等，所谓最强只是因不同时代而定。正如同古巴比伦人和埃及人于公元前2千年发现了圆周率（π），而祖冲之将之计算到3.1415926，其后印度人马德哈瓦又将之计算到3.14159265359一样，后者都不能算发明或发现。
对于一些将已有的技术加以改良或优化也没有必要列出，因为不能视为发明或创新，如2011年推出的基于安卓系统和iOS外观的MIUI，即不能称作独立的OS，也不能视为第一款基于安卓的ROM（如“Android ROM之父”CyanogenMod）。

## 列表
- 反舰弹道导弹：中国解放军发展了世界上第一个反舰弹道导弹作战系统。 美国海军研究所曾于2009声明，这种导弹的大小足以一次性击毁任意一艘航空母舰，而且如果如同其原理所述，现阶段并没有任何对其有效的防御系统。 [9]

- 电子烟：由北京中医师韩力于2004年取得发明专利，翌年由中国如烟公司销售[10][11]，随着国外的反吸烟运动普及，电子烟也从中国留入欧美各国。[12] [13][14][15]，

- 磁浮风力发电机：由中国科学家李国坤，与中科院广州分院能源研究所及广州中科恒源能源科技有限公司合作， 在2006年于北京举行的亚洲风能大会展展出。[16][17]

- 单模光纤： 由中国科学院的微波电子学家黄宏嘉和他的科学团队于1980发明，是一种设计用来传送单一光束(模)的光纤。[18][19][20][21]

- 客运无人机： 由北京亿航创世科技有限公司开发的亿航184无人机是世界上首个可以载客的旋翼无人机。[22][23]

- 帶翅膀的火箭